# ルイス・マンディロア
ルイス・マンディロア（Louis Mandylor、1966年9月13日 - ）は、オーストラリアの俳優。

## 出演作品
- MEMORY メモリー　Memory (2022年)
- ドアマン
- ランボー ラスト・ブラッド
- 沈黙の粛清
- パラノーマル・インシデント
- キャッスル　～ミステリー作家は事件がお好き シーズン5
- クレイジーミッション
- ゼウスのハロウィン　おばけ屋敷で大騒動
- ＮＣＩＳ：ＬＡ　～極秘潜入捜査班 シーズン2
- 怪物　モンスター
- ルール　無法都市
- ＣＳＩ：マイアミ8
- スネーク・ダイヴ
- ＣＳＩ：ニューヨーク5
- ＣＳＩ：マイアミ3
- ジェラルド・バトラー in THE GAME OF LIVES
- ギャング・オブ・ローズ（シューシャイン保安官）
- マイ・ビッグ・ファット・ライフ！（ニック・ポルトカロス）
- フル・ブラスター
- 異常犯罪捜査官　倒錯の館
- マイ・ビッグ・ファット・ウェディング（ニック・ポルトカロス）
- チャームド～魔女３姉妹シーズン4
- アメリカン・ファイトクラブ
- ダブル・デセプション 共犯者
- フレンズ 6th Season
- エグゼクティブ・バトル
- L.A.大捜査線 マーシャル・ロー
- インモラル・ゲーム／公開殺人
- クエスト
- 悪い女
- ASSASSIN アサシン　One in the Chamber (2012年)
- ジ・オファー / ゴッドファーザーに賭けた男 The Offer